# Anastoechus argyrocomus
Anastoechus argyrocomus är en tvåvingeart som beskrevs av Hesse 1938. Anastoechus argyrocomus ingår i släktet Anastoechus och familjen svävflugor. Inga underarter finns listade i Catalogue of Life.